# Chironomus socius
Chironomus socius är en tvåvingeart som först beskrevs av Walker 1848.  Chironomus socius ingår i släktet Chironomus och familjen fjädermyggor. Inga underarter finns listade i Catalogue of Life.